# Жеписька (Куявсько-Поморське воєводство)
Жеписька (пол. Rzepiska) — село в Польщі, у гміні Пйотркув-Куявський Радзейовського повіту Куявсько-Поморського воєводства.
У 1975—1998 роках село належало до Влоцлавського воєводства.